# Metastelma latifolium
Metastelma latifolium är en oleanderväxtart som beskrevs av J. N. Rose. Metastelma latifolium ingår i släktet Metastelma och familjen oleanderväxter. Inga underarter finns listade i Catalogue of Life.